# Грб Босне и Херцеговине
Грб Босне и Херцеговине је званични хералдички симбол државе Босне и Херцеговине. Грб је заједно са заставом усвојен 1998, замијенивши симболе некадашње Републике БиХ.
Изглед грба је врло сличан застави Босне и Херцеговине коју је прогласио Карлос Вестендорп. Званично, троугао на грбу симболизује три конститутивна народа Босне и Херцеговине, док звјездице симболизују заједничку тежњу народа БиХ за прикључење ЕУ.

## Историјски грбови Босне и Херцеговине
- Апокрифни грб
 Средњовјековне Босне
- Грб
 Бановине Босне 
 (1154–1377)
- Грб
 Краљевине Босне 
 (1377–1463)
- Грб
 Војводства Светог Саве 
 (1435–1483)
- Грб
 Кондоминијума БиХ 
 (1878–1918)
- Грб
 СР Босне и Херцеговине 
 (1945–1992)
- Грб
 Републике БиХ 
 (1992–1998)

### Ентитети
- Ранији грб 
Републике Српске‎ 
 (1992–2007)
- Грб
Федерације Босне и Херцеговине (1996–2007)